# Anne Grete Preus komplett 1988–2013
Anne Grete Preus komplett 1988–2013 är en samlingsbox med studioalbum med Anne Grete Preus utgivna mellan 1988 och 2013. Samlingsboxen lanserades av skivbolaget Warner Music Norway 18 november 2013. Anne Grete Preus komplett 1988–2013 består av 10 album (11 CD-skivor då Nesten alene är en dubbel-CD).

## Innehåll (CD-skivor)
- Fullmåne (1988)
- Lav sol! Høy himmel (1989)
- Og høsten kommer tidsnok (1991)
- Millimeter (1994)
- Vrimmel (1996)
- Alfabet (2001)
- Når dagen roper (2004)
- Om igjen for første gang (2007)
- Nesten alene (2xCD, 2009)
- Et sted å feste blikket (2013)